# 7603 Салопіа
7603 Салопіа (7603 Salopia) — астероїд головного поясу, відкритий 25 липня 1995 року.
Тіссеранів параметр щодо Юпітера — 3,235.